# Любек, Эрнст

Эрнст Генрих Любек (нидерл. Ernst Heinrich Lübeck; 24 августа 1829, Гаага — 17 сентября 1876, Париж) — нидерландский пианист. Сын и ученик Иоганна Генриха Любека, брат Луи Любека.
В 1849—1852 гг. предпринял продолжительное концертное турне по США и Латинской Америке, выступая как соло, так и в ансамбле со скрипачом Франсом Куненом. Дал в общей сложности 235 концертов, пользовавшихся большим успехом и познакомивших местную публику с новейшим европейским репертуаром: сообщается, например, что в Мексике Любек впервые исполнил в 1854 г. произведения Фридерика Шопена и Ференца Листа. Власти Боготы выпустили в честь Любека золотую медаль. В этот период сдружился с Луи Моро Готшальком, посвятившим ему свою пьесу «Воспоминание о Пуэрто-Рико». По возвращении в Европу получил в Гааге звание придворного пианиста, но уже в 1855 году обосновался в Париже, где на протяжении многих лет выступал как ансамблист, в том числе вместе с Эдуаром Лало.
В конце жизни страдал психическим заболеванием — как утверждается, вызванной душевным потрясением во время Парижской коммуны.